# Vanhankaupunginlahti
Vanhankaupunginlahti appelé aussi Vanhankaupunginselkä (en suédois : Gammelstadsfjärden) est une baie située sur la partie orientale de la péninsule d'Helsinki. Elle est entourée des quartiers de Hermanni, Toukola, Arabianranta, Viikki, Herttoniemi et de Kulosaari. 

## Géographie

### Faune
La rivière de Vantaanjoki s'y déverse sur sa partie nord et cet estuaire est une zone de protection des oiseaux. La partie nord de Vanhankaupunginlahti comprend une zone de 316 hectares qui fait partie du programme Natura 2000 de Union européenne pour la protection des espaces naturels. On estime que la zone accueille 285 espèces d'oiseaux dont 114 ont pondu dans cet espace protégé pendant les dix dernières années. Le nombre de couples pondeurs est d'environ 2500. La zone est également protégée avec la baie Laajalahti en tant que site Ramsar depuis 1974. 

### Flore
Dans les environs de cet espace naturel protégé se trouve également l'Arboretum de Viikki.

### Oiseaux de Vanhankaupunginlahti

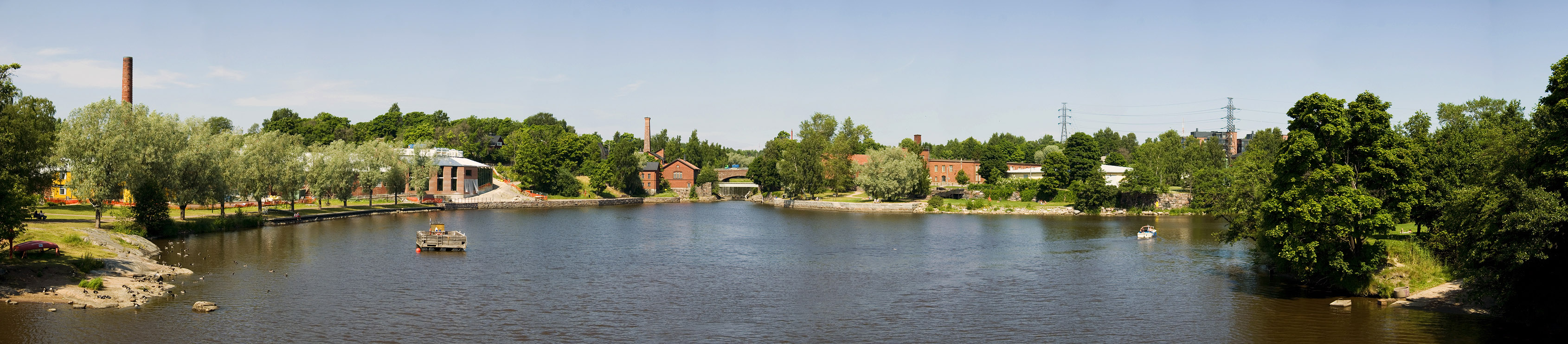
L'estuaire de la Vantaanjoki et la Vanhankaupunginselkä

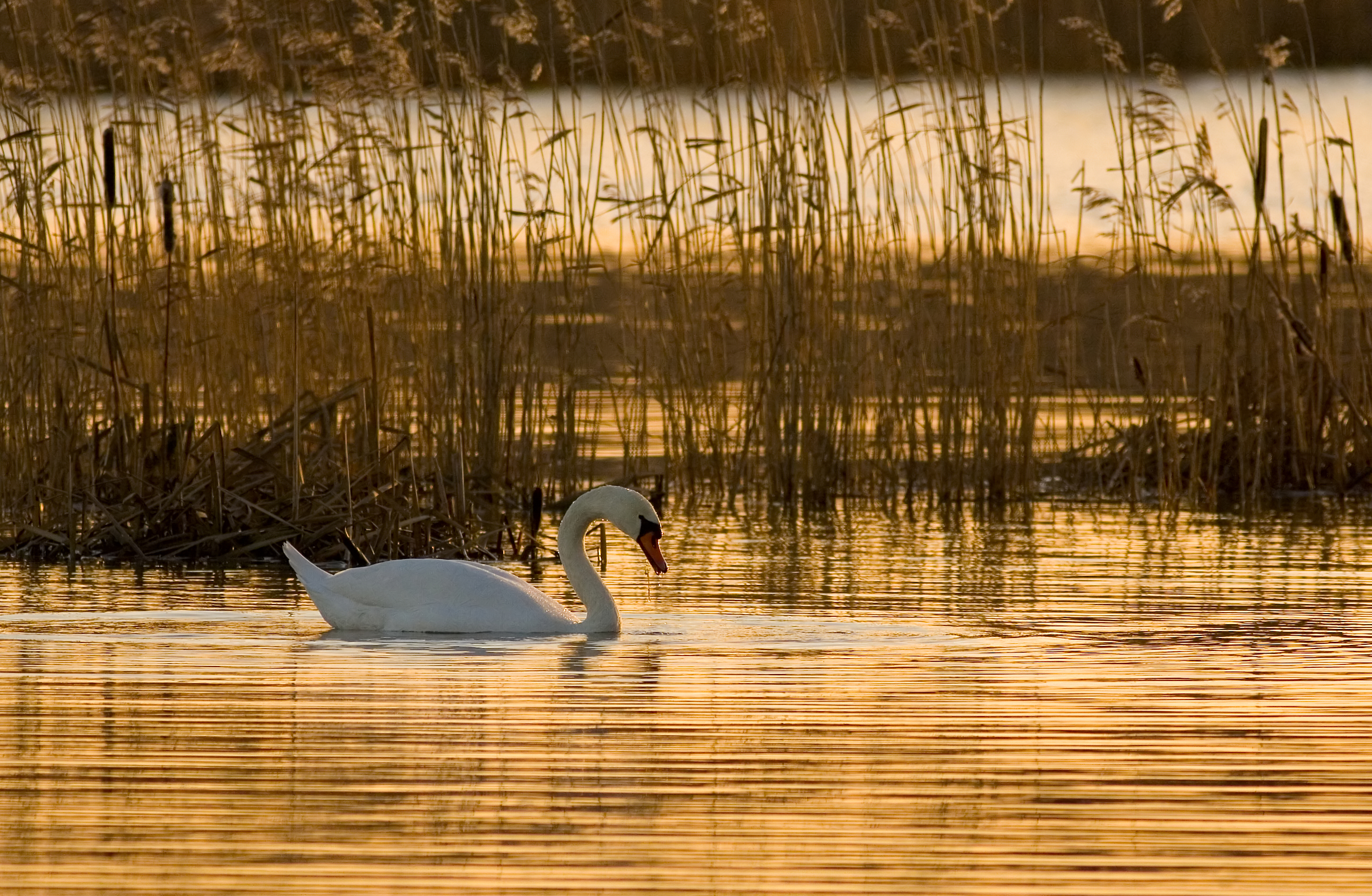
Cygne blanc
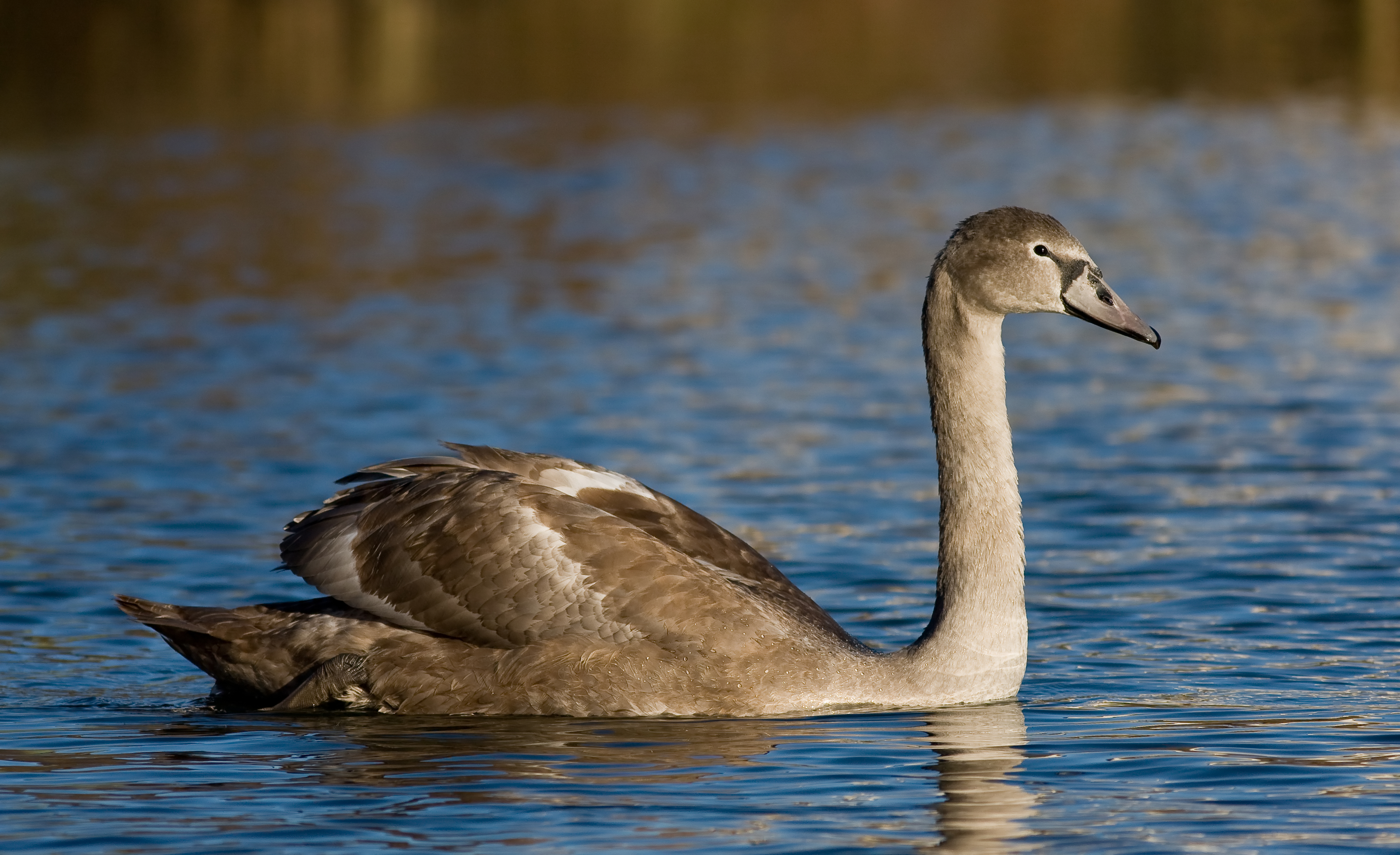
Jeune cygne blanc
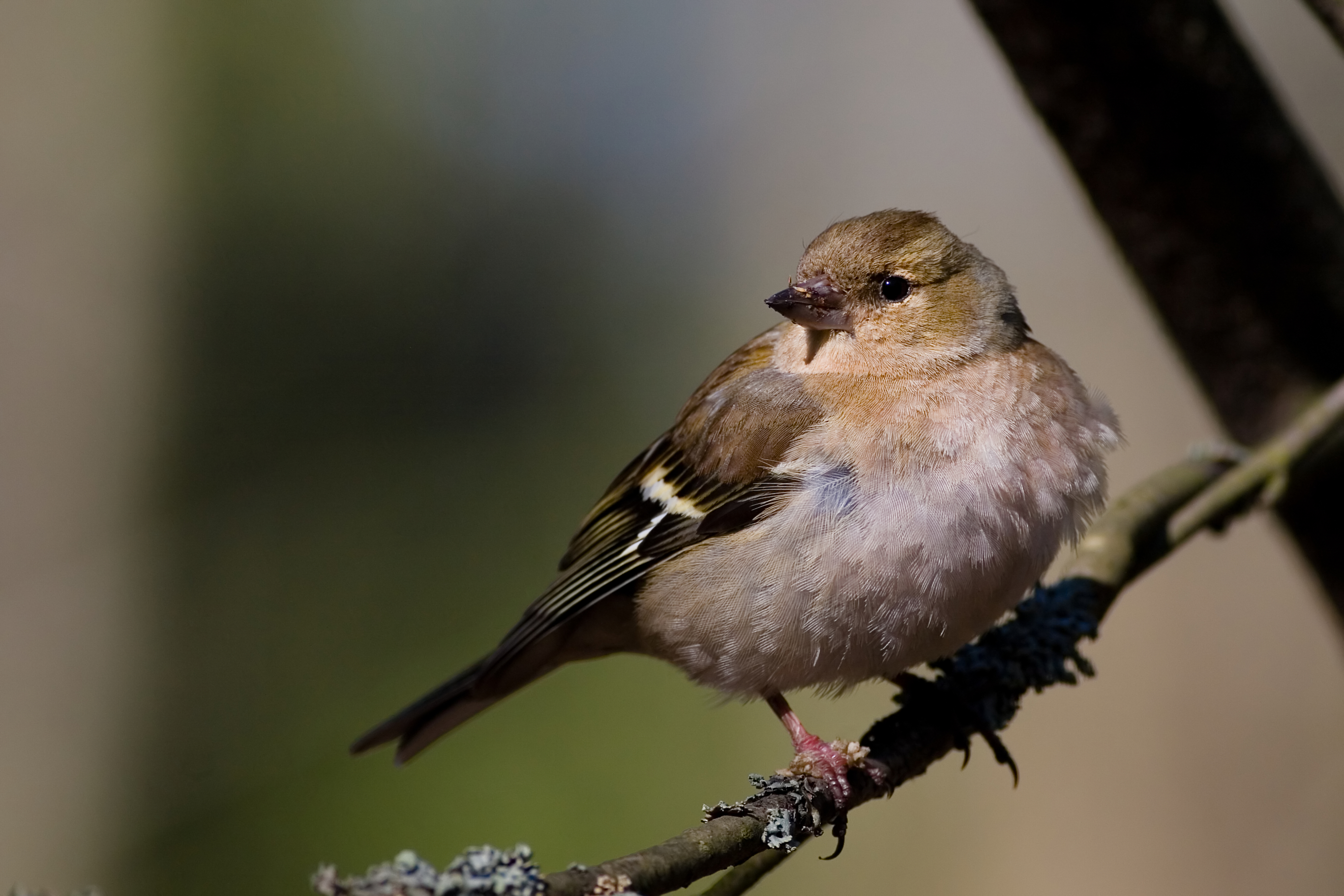
Pinson des arbres
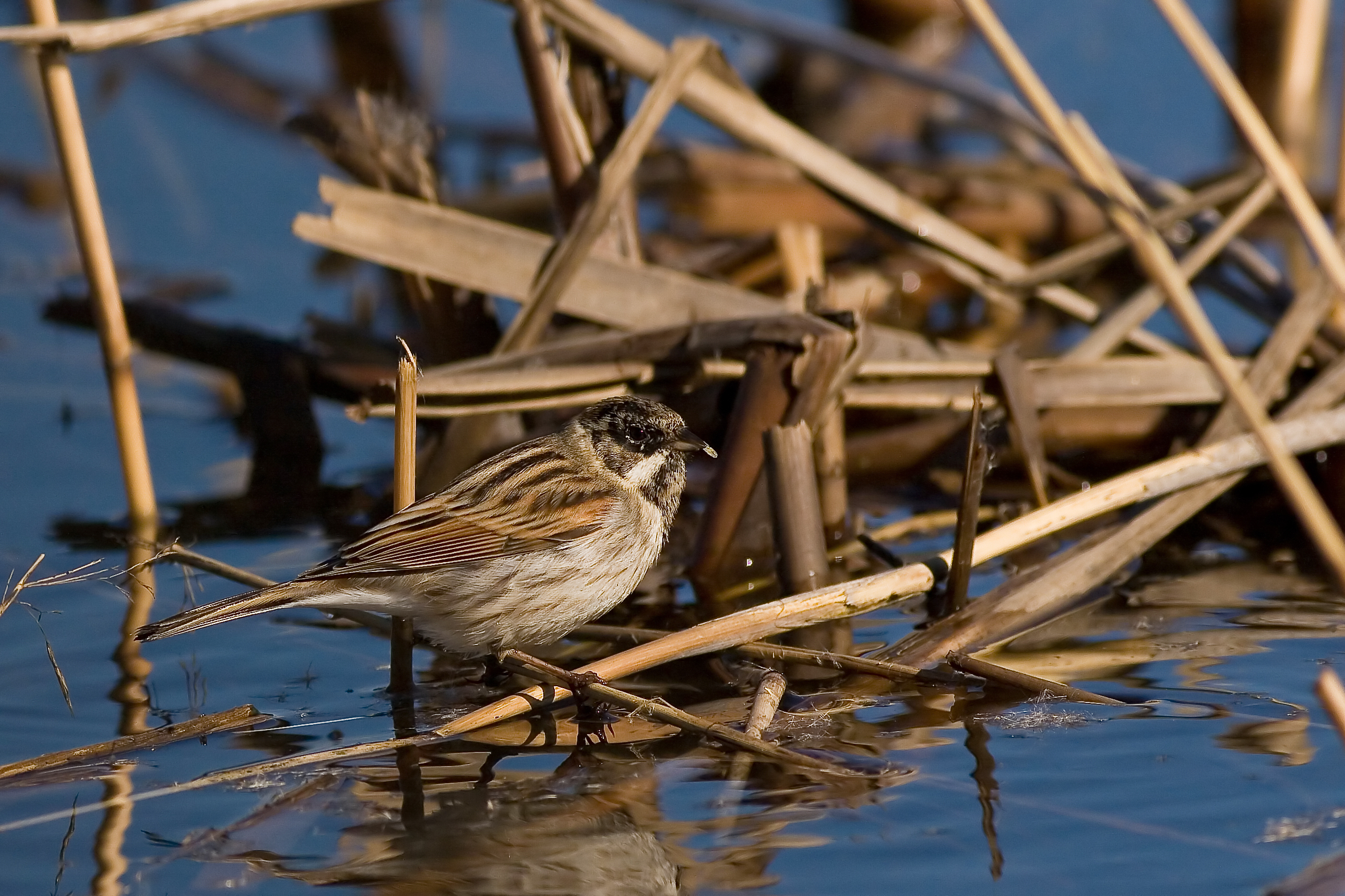
Bruant des roseaux

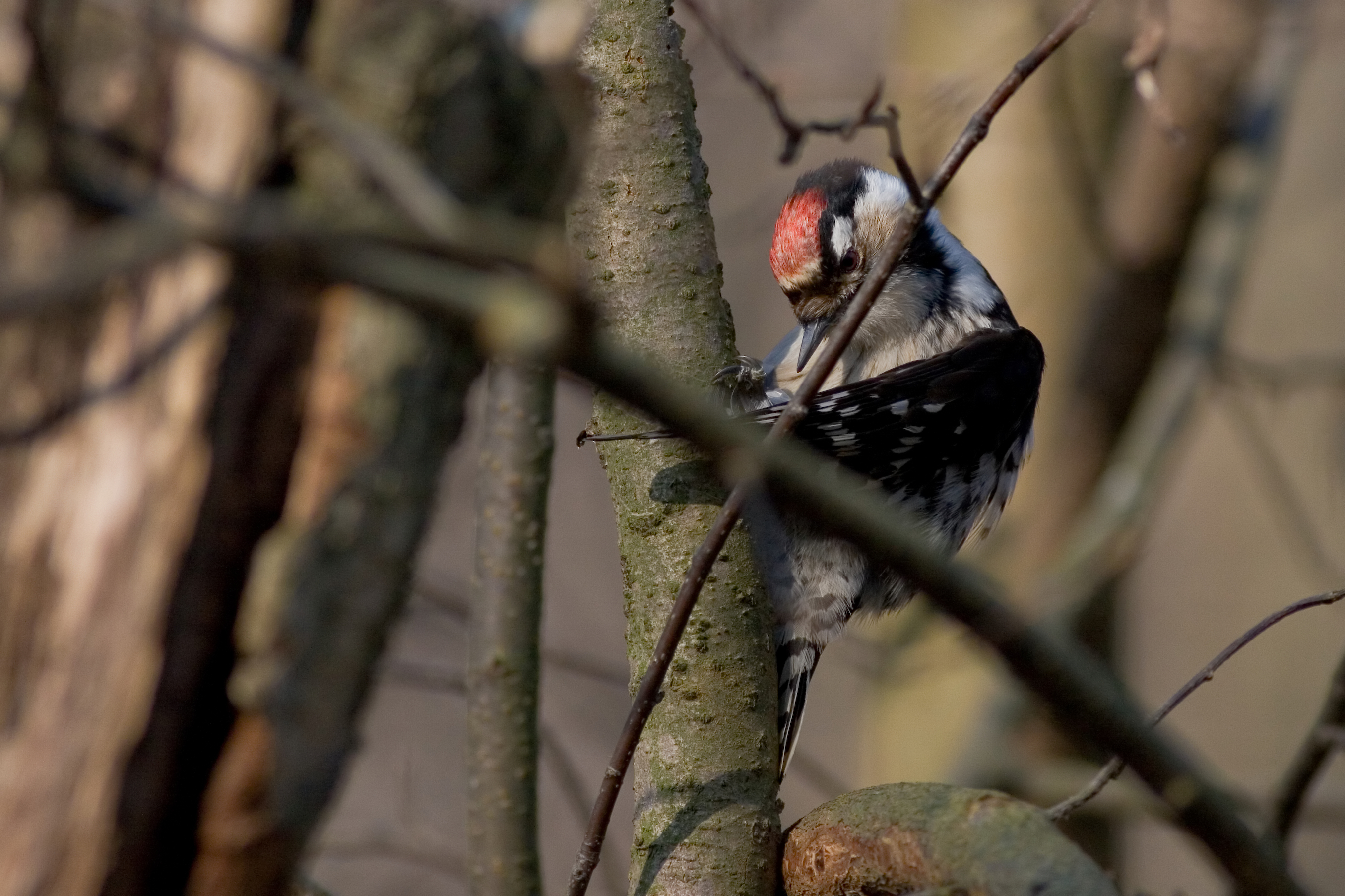
Pic épeichette
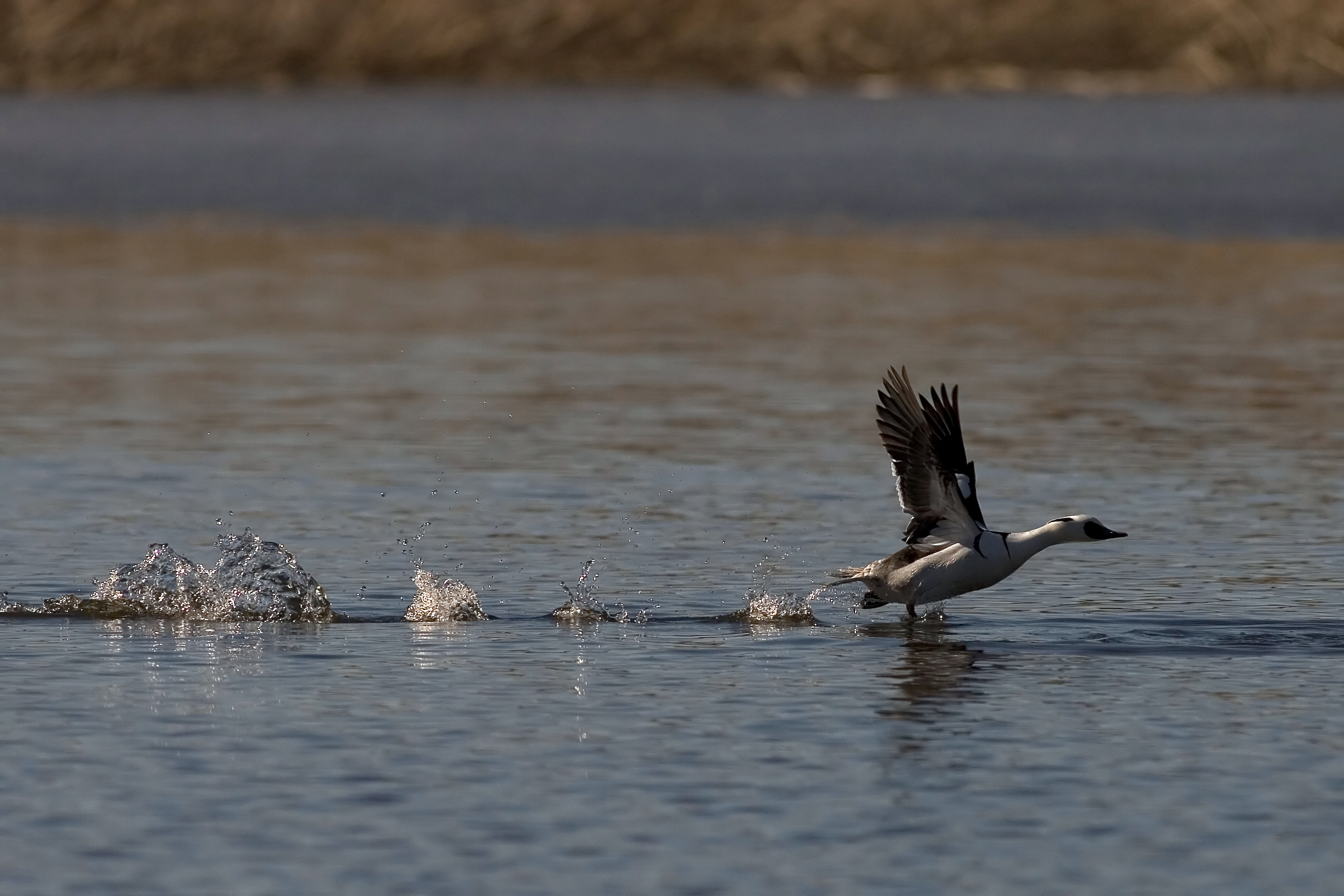
Harle piette
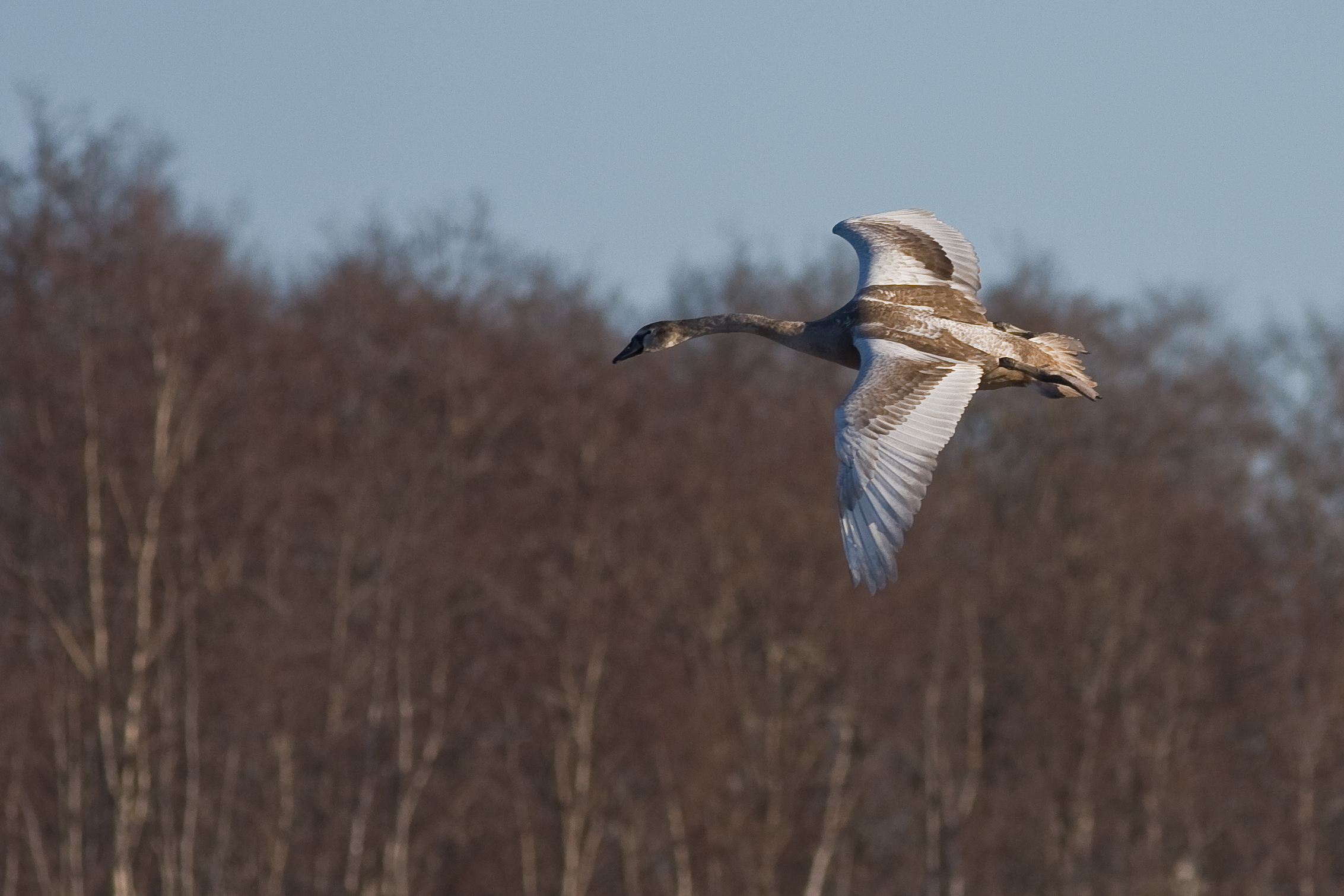
Jeune cygne blanc
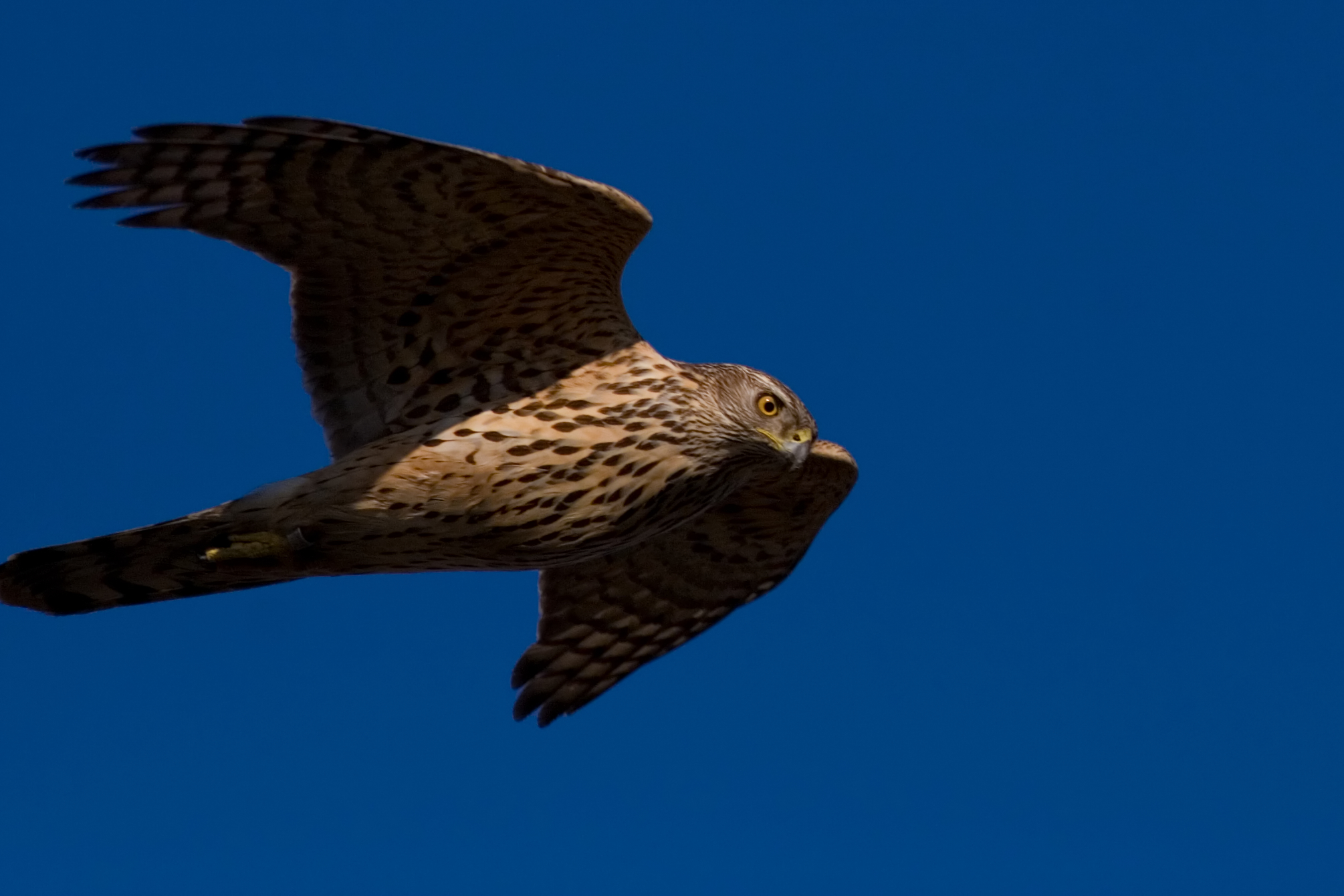
Autour des palombes

.